# WarioWare: Move It!
WarioWare: Move It! (超おどる メイド イン ワリオ?, Chō odoru Meido in Wario, lett. "Super ballo Made in Wario") è un videogioco sviluppato da Intelligent Systems e pubblicato da Nintendo per Nintendo Switch. È l'undicesimo capitolo della serie WarioWare, il secondo gioco WarioWare ad essere pubblicato su Nintendo Switch, dopo WarioWare: Get It Together! (2021), e il primo sequel diretto della serie WarioWare, essendo un seguito del gioco Wii del 2006, WarioWare: Smooth Moves. È stato pubblicato il 3 novembre 2023.

## Trama
Uno spot televisivo pubblicizza la possibilità di visitare un luogo di villeggiatura chiamato "Isola Solospasso" acquistando un hamburger all'aglio. Un affamato Wario passa davanti all'hamburgeria locale e ordina cinquanta hamburger all'aglio, il che gli permette di vincere un viaggio a Caresaway Island con venti amici, con suo grande sgomento. Dopo averlo saputo, gli amici di Wario chiedono di accompagnarlo, e lui accetta con riluttanza. All'arrivo sull'isola, i residenti danno alla gang Joy-Con di pietra chiamate Posa Pietra, che possono essere usati con le mani per aiutarli nelle situazioni.
La banda parte quindi per le proprie avventure sull'isola; Wario tenta di scappare dai residenti di un tempio (Stone-Cold Welcome), Mona va sott'acqua per cercare le sirene (Mermaid Meet and Greet), il Dr. Crygor, Penny e Mike viaggiano nel tempo fino all'età della pietra e posano per il disegno di un uomo delle caverne (A Curious Case of Cave Art), Ashley cerca di riportare Red alle dimensioni normali dopo aver mangiato dei mirtilli che lo rendono minuscolo (Caveat Imptor), Orbulon soffre di amnesia e viene scambiato per un dio dagli abitanti del tempio (Sweet Dreams, Sweeter Fruit), Kat e Ana cercano di riprendersi la mappa dell'isola Caresaway da un gruppo di piante mutanti (The Grand Parfait Adventure), Young Cricket combatte contro un esercito di pinguini (Battle on Flashfreeze Cape), Jimmy T. finisce per fare surf su uno squalo (Surfin' Surprise), Dribble e Spitz partecipano a una gara di moto d'acqua (Making Waves), e 9-Volt cerca di salvare 5-Volt, 18-Volt e 13-Amp da un negozio spettrale (Quest in the Dark).
Nel livello finale, Lava at First Sight, Wario torna al tempio che aveva visitato in precedenza e cerca di rubare gli oggetti d'oro in esso contenuti, ma finisce per essere raggiunto dalla lava e fuso con un vulcano gigante e inizia a causare il caos sull'isola. Usando le Pietre della Forma, gli amici di Wario lo sconfiggono e lui torna alla normalità. Tuttavia, finisce per atterrare di nuovo nel tempio e viene anche scambiato per un dio dalle persone nel tempio che lo avevano attaccato in precedenza.

## Modalità di gioco
Come i precedenti capitoli della serie WarioWare, il gioco incarica i giocatori di affrontare ondate di minigiochi frenetici noti come "microgiochi". Simile al gioco per Wii del 2006, WarioWare: Smooth Moves, che utilizzava il telecomando Wii della console per i microgiochi controllati dal movimento, il gioco si concentra sull'utilizzo dei controlli di movimento dei controller Joy-Con di Nintendo Switch. Ogni minigioco è incentrato su una delle diverse "forme" che descrivono come il giocatore dovrebbe inizialmente tenere in mano il Joy-Con, dopodiché i giocatori muovono i controller di conseguenza per completare ogni microgioco. Oltre ai controlli di movimento, alcuni minigiochi utilizzano anche la telecamera a infrarossi sul Joy-Con destro. Move It! include oltre 200 minigiochi. Il gioco offre il gioco cooperativo locale, in cui due giocatori devono sincronizzare i loro movimenti tra loro per completare i minigiochi, e modalità aggiuntive per un massimo di quattro giocatori.

## Sviluppo e pubblicazione
WarioWare: Move It! è stato annunciato durante una presentazione Nintendo Direct il 21 giugno 2023. Il gioco è stato pubblicato in tutto il mondo per Nintendo Switch il 3 novembre 2023. Il 21 agosto 2023, Nintendo ha annunciato il ritiro di Charles Martinet dalla voce di Wario e altri personaggi e ha confermato la sua assenza da Move It!. Il 1º novembre 2023 è stato confermato che Kevin Afghani, che ha doppiato Mario e Luigi in Super Mario Bros. Wonder, avrebbe assunto il ruolo di Wario.

## Accoglienza
WarioWare: Move It! ha ricevuto recensioni "generalmente favorevoli", secondo l'aggregatore di recensioni Metacritic. Su OpenCritic, il 54% delle recensioni ha raccomandato il gioco.